# Father Ted
Father Ted ist eine in den 1990er Jahren produzierte Sitcom über das Leben dreier Priester auf der fiktiven, abgelegenen Insel Craggy Island vor der Westküste Irlands. Die erste Episode wurde am 21. April 1995 auf Channel 4 ausgestrahlt, später in Irland auf Radio Telefís Éireann. Die letzte Episode lief am 1. Mai 1998. Father Ted wurde von Arthur Mathews und Graham Linehan geschrieben.

## Entstehung
Die Idee für die Serie entstammt einem Drehbuch aus dem Jahr 1990, das Arthur Mathews und Graham Linehan für die nie verfilmte Mockumentaryserie Irish Lives über sechs archetypische irische Biografien schrieben. Eine Episode sollte vom Priester Ted Crilly handeln, der als „stets gut gelaunter und recht trauriger Mann, der durch einen schrecklichen Schicksalsschlag im Priestertum gelandet ist“ beschrieben wird. Drehbuchautor Mathews griff dabei auf Kindheitserfahrungen mit einem Onkel, der Priester war, zurück. Nachdem klar wurde, dass kein Interesse bestand die Serie zu produzieren, wurde auf Anregung von Geoffrey Perkins um die Figur Ted Crilly eine Sitcom entwickelt. Diese wurde ab 1994 in Irland (Außenszenen) und London (LWT Studios) gedreht.
Während man die meisten Rollen mit erfahrenen Bühnen- und Filmschauspielern besetzte, vergab man die Hauptrolle an den Stand-up-Comedian Dermot Morgan. Er starb am Tag nach Drehende der dritten Staffel an einem Herzinfarkt im Alter von 45 Jahren; Frank Kelly, der Darsteller von Father Jack Hackett, starb tagesgenau 18 Jahre später.

## Handlung
Die Serie karikiert vor allem das Priestertum und die katholische Kirche; sie nimmt damit in der irischen Gegenwartskultur eine Vorreiterrolle ein. Doch auch die zeitgenössische Kultur, Personen und Ereignisse werden satirisch betrachtet und z. T. grotesk überzeichnet. Father Ted geriet zum Überraschungserfolg und wurde, ebenso wie die Hauptdarsteller (außer Frank Kelly), u. a. mit BAFTA Awards ausgezeichnet. Zahlreiche namhafte irische Schauspieler (z. B. Dervla Kirwan, Graham Norton, Jim Norton, Maria Doyle, Gerard McSorley, Peter Caffrey, Zara Turner) traten in der Serie als Nebenfiguren auf.

## Hauptfiguren

### Father Ted Crilly
Ted ist ein intelligenter Mann und anscheinend der einzige Priester auf Craggy Island, der sein Amt ernst nimmt. Er scheint jedoch ziemlich (ehr)geizig zu sein.
Anschuldigungen gegen Ted sind der Grund dafür, dass er sein Dasein auf Craggy Island fristen muss: Ihm wird vorgeworfen, Geld veruntreut zu haben, das er für die Fahrt eines kranken Kindes nach Lourdes verwenden sollte. Er habe mit dem Geld eine Reise nach Las Vegas finanziert. Ted behauptet indes, er habe das Geld wegen der Zinsen nur auf seinem Konto „ruhen“ lassen.

### Father Dougal McGuire
Dougal ist ein junger Priester im Alter von 25 Jahren, fühlt sich aber von Ted wie 24 behandelt. Er hat erhebliche Probleme, die Realität von seiner ausufernden Fantasie zu unterscheiden. Sein Gemüt ist kindlich, seine Intelligenz kann getrost als niedrig bezeichnet werden. Dabei ist er jedoch freundlich und hilfsbereit, was regelmäßig zu Widrigkeiten und Katastrophen führt. Dougal findet es zwar meist großartig, Priester zu sein. Er beherrscht aber die gängigsten Liturgien nicht ansatzweise und hält auch nichts von „organisierter Religion“. Darüber hinaus glaubt er weder an Auferstehung noch ewiges Leben, dafür aber an Dinge wie Spinnenbabys (mit dem Körper einer Spinne und dem Verstand eines Babys) oder an Außerirdische.
Dougal wurde insbesondere aufgrund des ominösen Blackrock-Vorfalls, bei dem einige Nonnen zu Schaden kamen, nach Craggy Island verbannt.

### Father Jack Hackett
Father Jack verbringt seinen Lebensabend auf Craggy Island. Er erfüllt eine meist stumme Rolle, hat aber von Zeit zu Zeit, wenn er gestört wird oder sich genervt fühlt, Gewaltausbrüche, zumeist gegen Ted, oder er stößt wilde Flüche aus. Sein Vokabular besteht größtenteils aus den Interjektionen „Feck!“, „Feck off!“, „Drink!“, „Arse!“ und „Girls!“. Darüber hinaus ist er in der Lage, Unmengen an Alkohol zu trinken, was auch seinen teils abwesenden Geisteszustand und seine Artikulationsprobleme erklärt, laut Ted ist er etwa alle zwölf Jahre mal nüchtern. Beim Trinken gerät er manchmal auch an WC-Reinigungsmittel, Motorenöl oder Batteriesäure. Außerdem legt Father Jack wenig Wert auf Hygiene, sein priesterliches Gewand ist mit Flecken übersät und um seinen Mund finden sich oft Krümel und verkrustete Reste.
Bevor Father Jack nach Craggy Island kam, war er ein äußerst strenger Priester, der allerdings gerne jungen Frauen hinterhersah. Dafür hat er fürchterliche Angst vor Nonnen. Jack muss bei einer Hochzeit etwas Unverzeihliches angestellt haben, so dass er nach Craggy Island versetzt wurde.

### Mrs. Doyle
Mrs. Doyle ist die gewöhnungsbedürftige Haushälterin der drei Priester. Nichts auf der Welt liebt sie mehr, als Tee, Kuchen und Berge von dreieckigen Sandwiches zu servieren. Sie hat manch altmodische Ansichten und opfert sich auf für die drei. Ihre Vergangenheit bleibt weitestgehend im Dunklen; sie ist anscheinend verheiratet gewesen. Mrs. Doyles Vorname ist nicht bekannt, in der Episode „The Mainland“ wird ihr voller Name von einem Polizisten genannt, aber der Vorname wird übertönt und ist nicht hörbar.

## Nebenfiguren

### Bishop Leonard Brennan
Verantwortlich für das Exil der Priester ist der kompromisslose Bischof Leonard Brennan, von Dougal zum Missfallen des Bischofs gern Len genannt. Seine Besuche auf der Insel kommen meist ungelegen und verheißen nichts Gutes für Ted. Bischof Brennan ist ein strenger Vorgesetzter, der es aber selbst nicht zu ernst nimmt mit den Regeln der Kirche, da er trotz Zölibat einen Sohn in den USA hat.

### Father Noel Furlong
Father Noel ist wohl eine der anstrengendsten Personen im Umkreis von Ted und Dougal. Er redet ohne Unterbrechung und singt gerne. Er versucht, seine Mitmenschen für seine Themen und Lieder zu begeistern, was ihm allerdings nicht gelingt.

### Father Larry Duff
Ein Running Gag in der zweiten Staffel sind die Auftritte von Father Larry Duff. Ted hält Treffen mit Larry für einen Riesenspaß, weshalb er hin und wieder versucht, Larry auf dessen Handy zu erreichen. Dabei erwischt er ihn immer in einer misslichen Lage, die durch das Telefonklingeln zu einem Unglück führt, bei dem Larry meist schwer verletzt wird.

### Father Dick Byrne
Father Dick Byrne, Priester auf Rugged Island (vermutlich eine Nachbarinsel von Craggy Island), ist Teds Erzfeind. Auch er lebt mit zwei anderen Priestern (Father Cyril MacDuff und Father Jim Johnson) zusammen, die beide ähnliche Züge wie Dougal und Jack tragen. Father Byrne fordert Ted gerne heraus, sobald sich die Gelegenheit zu einem Wettbewerb ergibt, und Ted kann nie widerstehen, seine Herausforderungen anzunehmen. Sie wetten dabei gerne um Geldbeträge im einstelligen Pfund-Bereich – für Ted ein halbes Vermögen.

### John and Mary O’Leary
John und Mary sind in den Augen von Ted und Dougal ein wunderbares Ehepaar. Doch die heile Welt ist in Wirklichkeit nur Schein: Sobald kein Priester in Reichweite ist, beschimpfen sich John und Mary und attackieren sich sogar mit Waffen.

### Tom
Tom trägt immer ein T-Shirt mit dem Aufdruck „I shot JR“. Er ist eine zwielichtige Figur mit deutlich psychotisch-aggressiven Zügen und hat laut eigener Aussage bereits jemanden umgebracht. Er hat das Postamt überfallen und ist zumindest zeitweise als Fahrer bei der Kanalreinigung von Craggy Island angestellt.

### Sergeant Hodgins
Sergeant Hodgins vertritt die Polizei auf Craggy Island. Ihm ist meist langweilig und er wünscht sich daher einen Mord oder wenigstens ein falsch geparktes Auto auf der Insel. Er ist immer mit Feuereifer dabei, wenn seine Hilfe beim Einfangen von Jack oder beim Aufklären eines Trillerpfeifendiebstahls benötigt wird.

## Episoden

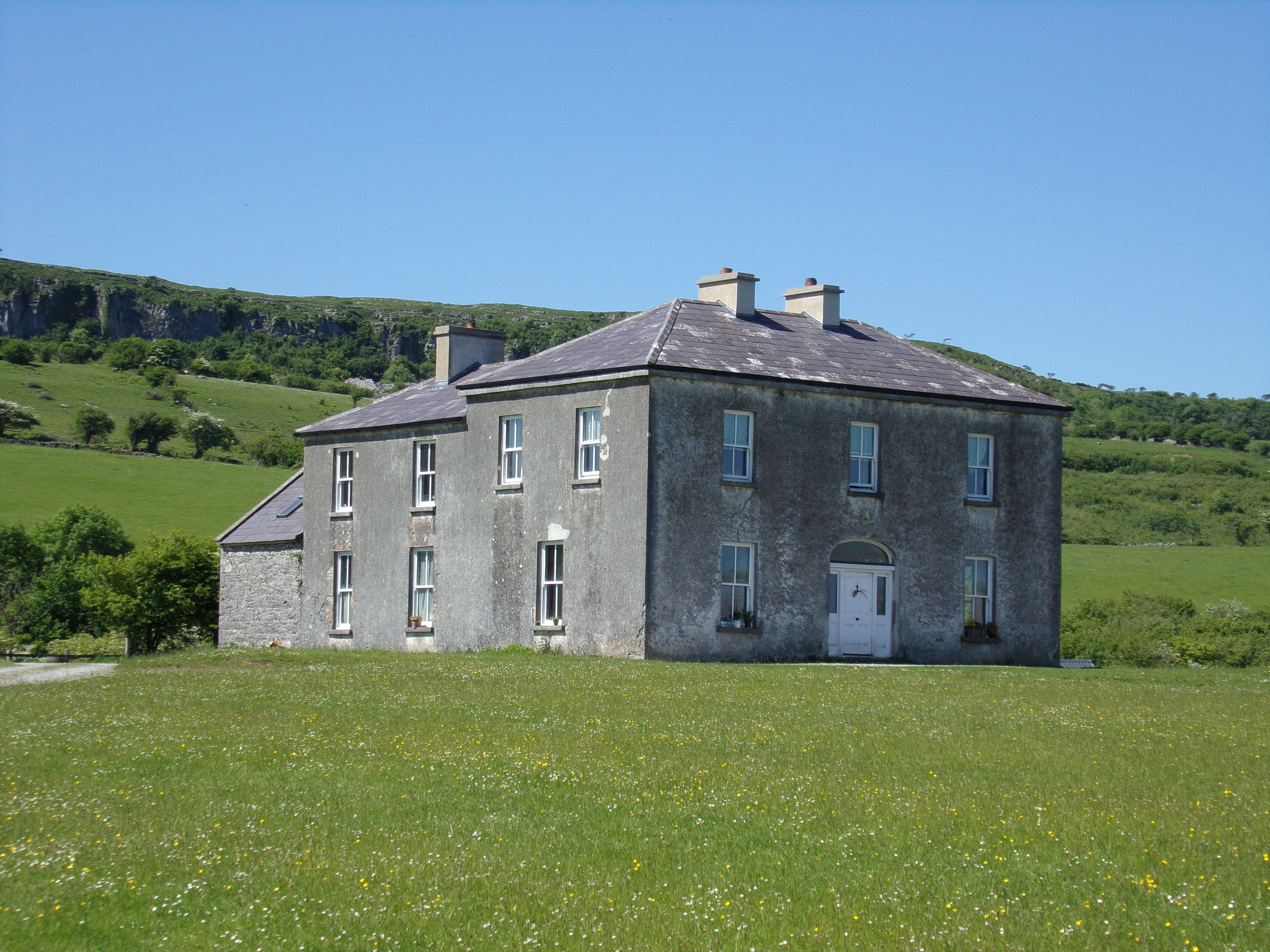
Dieses Haus im Burren diente als Kulisse für die Außenaufnahmen des Pfarrhauses

### Erste Staffel (1995)
1. Good Luck, Father Ted
Ted bekommt die einmalige Chance, im Fernsehen aufzutreten. Während er sich mit dem Fernsehteam auf dem „Feld“ verabredet (der einzigen Stelle von Craggy Island, die nicht von Felsen geprägt ist), geht Dougal mit Jack spazieren. Dummerweise findet auf dem Feld die alljährliche Kirmes statt und Dougal wird davon magisch angezogen, anstatt mit Jack zu den Klippen der Insel zu gehen. Ted ist bei Ankunft des Fernsehteams mit dem Kran des Todes beschäftigt, so dass es zur absehbaren Verwechslung kommt.
2. Entertaining Father Stone
Father Paul Stone kommt zu Besuch auf Craggy Island – sehr zum Missfallen von Ted, Dougal und Jack. Father Stone sagt kein Wort zu viel und verbreitet daher eine unheimliche Stille und Langweile. Nachdem er nach drei Wochen noch kein Signal des Aufbruchs zeigt, betet Ted zu Gott, er möge ihm Paul vom Leib schaffen. Daraufhin wird Paul beim Golfspielen vom Blitz getroffen und fällt ins Koma. Ted ist verzweifelt – sein schlechtes Gewissen lässt ihn wieder beten und er bittet Gott, Paul wieder zurückzuholen.
3. The Passion Of Saint Tibulus
Der blasphemische Film Die Leidenschaft des Sankt Tibulus wurde vom Papst verboten. Bischof Brennan beauftragt die drei Priester, auf Craggy Island gegen den Film zu protestieren. Während Jack sich den Film begeistert ansieht, sorgen Ted und Dougal dafür, dass durch ihren Protest das Interesse am Film erst geweckt wird. Er wird zum erfolgreichsten Film aller Zeiten.
4. Competition Time
Bei einem Kostümwettbewerb will Ted als Elvis auftreten, doch Dougal und Jack haben dieselbe Idee. Nach einem Anruf von Father Dick Byrne beschließen sie, zu dritt gegen Father Byrne und seine zwei Kollegen beim Wettbewerb anzutreten. Schiedsrichter ist der bekannte Fernsehmoderator Henry Sellers, der Ted, Dougal und Jack vor dem Wettbewerb besucht. Mrs. Doyle drängt Henry einen Sherry auf, und der ehemalige Alkoholiker erleidet einen Rückfall.
5. And God Created Woman
Ted trifft die Autorin Polly Clarke bei ihrer Signierstunde. Zufälligerweise kommt sie danach auf Craggy Island, da sie sich dort ein neues Landhaus gekauft hat. Ted und Polly verstehen sich nicht nur gut, Ted findet Polly sehr attraktiv. Sie verabreden sich zu einem Drink in ihrem Landhaus. Doch Ted hat vergessen, dass er zur verabredeten Zeit eine Messe halten muss: einige Nonnen sind gekommen, nur um ihn predigen zu hören. Er versucht, die Messe abzusagen, doch seine Ausreden sind nicht überzeugend. Als Polly und Ted endlich allein sind, macht sie ihm ein überraschendes Geständnis.
6. Grant Unto Him Eternal Rest
Nachdem Jack versehentlich zu viel Bohnerwachs getrunken hat, können sich Ted und Dougal über sein Testament freuen: Er hat ihnen 500.000 Pfund hinterlassen. Einzige Bedingung: Da Jack Angst davor hatte, lebendig begraben zu werden, sollen Ted und Dougal in der Nacht vor seiner Beerdigung Totenwache halten. Es stellt sich bald heraus, dass Bohnerwachs bei Jack lediglich die Symptome eines Todes bewirkt hat.

### Zweite Staffel (1996)
1. Hell
Die drei Priester fahren in Urlaub und kommen in einem nicht sehr geräumigen Campingwagen eines Kollegen unter. Es gibt zwei Attraktionen vor Ort: St. Kevins Baumstumpf und die Magische Straße, auf der Father Jack verloren geht. Dann taucht Father Noel Furlong mit seiner Jugendgruppe im Campingwagen auf.
2. Think Fast, Father Ted
Der Erlös einer Tombola soll zur Sanierung des inzwischen wasserdurchlässigen Dachs des Priesterhauses verwendet werden. Bischof Brennan hat die Tombola ermöglicht, da dank seiner Hilfe ein Auto als Hauptgewinn zur Verfügung steht. Doch Dougal entdeckt eine kleine Delle im Kotflügel – Ted versucht, sie auszubeulen, doch danach ist das Auto als Gewinn nicht mehr verwendbar.
3. Tentacles Of Doom
Der Heilige Stein von Clonrichert ist eine Reliquie auf Craggy Island und soll zu einer Klasse-2-Reliquie heraufgestuft werden. Daher erwarten Ted, Dougal und Jack drei Bischöfe zu Besuch, die die Zeremonie vollziehen sollen. Um sich nicht zu blamieren, bringt Ted Jack bei, „Ja“ und „Das wäre eine ökumenische Frage“ zu sagen, womit Jack auch die ganze Folge über brillieren kann. Währenddessen stürzt Dougal einen der Bischöfe in eine Glaubenskrise.
4. Old Grey Whistle Theft
Mrs. Doyle packt einige Taschen voll mit Sandwiches für ein geplantes Picknick. Doch Ted muss mit Jack allein gehen, nachdem Larry Duff aufgehalten wurde und Dougal lieber mit dem rebellischen Priester Damien Lennon spielen geht. Nachdem Jack die zwei Weinflaschen in wenigen Sekunden geleert hat und Ted sich mit anderen Picknickern und dem Platzaufseher Mr. Benson angelegt hat, gehen sie wieder nach Hause. In der darauffolgenden Nacht wird Bensons Trillerpfeife gestohlen. Benson weiß nur, dass der Dieb ein Kollar trug. Sergeant Hodgins macht sich mit dem Hubschrauber auf die Suche nach dem Dieb und Ted kommt in Verdacht, insbesondere als man die Pfeife bei ihm findet. Während Ted noch nach einer abenteuerlichen Erklärung ringt, findet sich der wahre Dieb.
Der Titel ist eine Anspielung auf die BBC-Sendung The Old Grey Whistle Test.
5. A Song For Europe
Dougal ist im Eurovisionsfieber. Als Father Byrne anruft und Ted provoziert, er könne sowieso kein Lied zustande bringen, entscheiden sich Dougal und Ted für eine Teilnahme beim Eurovision Song Contest. Ted nimmt das ganze sehr ernst. Der Songtitel ist schnell gefunden: My Lovely Horse. Auch ein Text wird gedichtet, doch die Melodie erweist sich als großes Problem. Zunächst einigen sich Ted und Dougal auf eine aus zwei Akkorden bestehende Melodie. Doch zum Glück hat Dougal seine Plattensammlung, bestehend aus einer einzigen Platte von Huguen and the Huguenotes, die mit ihrem Songbeitrag für Norwegen 1976 fünfte beim Contest wurden. Da alle Bandmitglieder inklusive ihren Rechteverwertern bei einem Flugunfall tragisch ums Leben kamen, schlägt Ted vor, zum heimlichen Andenken an sie ihre Melodie zu verwenden. Bei der Auswahl des irischen Songs für den Wettbewerb können sich Ted und Dougal gegen Dick Byrne und Cyril MacDuff durchsetzen – und das obwohl sie nur die Zwei-Akkord-Variante des Liedes verwenden konnten, nachdem ihre ursprünglich geplante Melodie sich als bekannter herausstellte als zunächst vermutet. Beim Eurovision Song Contest müssen Ted und Dougal aber feststellen, dass ihr Lied nicht so gut ankommt.
6. The Plague
Bischof Brennan hat seinen Besuch angekündigt, da Jack nackt schlafgewandelt ist. Nur hat eine Kaninchen-Plage das Priesterhaus fest im Griff und Brennan hat eine Kaninchen-Phobie. Ted versucht, die Kaninchen bei jemand anderem unterzubringen. Larry Duff hat sich zwölf Rottweiler angeschafft und kann sie daher nicht nehmen, Tom dagegen hätte die Kaninchen gern genommen, doch Ted und Dougal müssen herausfinden, dass er „sich um die Kaninchen kümmern“ falsch interpretiert hat. Es bleibt nichts anderes übrig als die Kaninchen wieder mitzunehmen. Dougal findet heraus, dass die Kaninchen wohl wegen Jacks Geruch im Haus sind. Doch schon steht Brennan vor der Tür und überprüft die Sicherheitsvorkehrungen an Jacks Bett: ein Stacheldraht, eine Zwangsjacke als Pyjama, eine Leine und Überwachungskameras.
7. Rock-a-Hula Ted
Ted hat die Ehre, beim jährlichen „Lovely Girls Festival“ Preisrichter zu sein. Jack nutzt die Chance und tritt bei der Veranstaltung als Bob Geldof auf, um Geldspenden für sich zu sammeln. Dougal ist währenddessen allein zu Hause und in dieser Zeit kommt Niamh Connolly vorbei, eine Protestsängerin, die in ihren Liedern die Kirche als sexistisch und rückständig kritisiert. Sie ist auf der Suche nach einem Haus auf Craggy Island – da Dougal (im Umgang mit Frauen sehr unerfahren) auf den Rat von Ted hört („Gib Frauen immer, was sie wollen“), schenkt er ihr das Priesterhaus.
8. Cigarettes And Alcohol And Rollerblading
Father Dick Byrne fordert Ted, Dougal und Jack auf, während der Fastenzeit auf das Rauchen, Trinken und Rollerblading zu verzichten. Schon nach wenigen Minuten zeigen sich bei allen dreien Entzugserscheinungen. In der darauffolgenden Nacht erwischen sich Ted, Dougal und Jack gegenseitig beim Brechen der guten Vorsätze. Doch da Ted vor Dick Byrne nicht als Verlierer dastehen will, holt er sich Schwester Assumpta vom Matty-Hislop-Orden ins Haus. Diese führt ein strenges Regiment: So müssen die Priester schon um fünf Uhr aufstehen, bekommen nur Wasser zum Frühstück, schlafen auf Ziegelsteinen und erleben täglich eine zehnstufige Züchtigung, bei der Assumpta auch nicht vor Waffengewalt zurückschreckt. Ted und Dougal flüchten vor der Tortur aus dem Haus und erwischen Byrne und seine Kollegen rauchend, saufend und skatend. Da sie bei der Rückkehr Assumpta erwischen, wie sie ihrer Schokoladensucht erliegt, können sie diese erpressen und sich an Byrne rächen.
Der Titel ist eine Parodie auf das Oasis-Lied Cigarettes And Alcohol.
9. New Jack City
Jack hat wieder stark behaarte Hände, was auf eine Krankheit hindeutet, die ältere Priester häufig befällt. Er muss daher gegen seinen Willen nach St. Clabberts, ein Pflegeheim für Priester, von anderen gern Jurassic Park genannt. Ted und Dougal freuen sich zuerst, doch Jack wird durch einen noch anstrengenderen Priester ersetzt: Father Fintan Stack. Er hört gern laut Jungle-Musik, insbesondere nachts. Als Father Stack schließlich noch große Löcher in die Wände bohrt, Dougal mit Alkohol abfüllt und das Auto zu Schrott fährt, wird es Ted zu viel und er plant mit Dougal eine Rettungsaktion für Jack.
Der Titel wurde dem Film New Jack City entlehnt.
10. Flight Into Terror
Die drei Priester von Craggy Island sind mit Kollegen auf dem Rückflug von der Besichtigung der Schreinmadonna vom Golfplatz in Kilnettle. Bei einer Besichtigung des Cockpits rastet der verrückte Priester Fay („der Affenpriester von Killybashangel“) aus und Dougal drückt vor lauter Panik nicht den Notfallknopf, sondern den Knopf zum Entleeren des Benzintanks. Als klar wird, dass das Flugzeug nicht notlanden kann, muss geklärt werden, wer die einzigen zwei Fallschirme an Bord bekommen soll. Während Ted versucht, dies mit einem Aufsatzwettbewerb zu klären, schnappt sich Jack die beiden Fallschirme, um sich und die Minibar zu retten.

### Weihnachtsfolge (1996): A Christmassy Ted
Auf der Suche nach einem Weihnachtsgeschenk für Mrs. Doyle verlaufen sich Ted und Dougal in Irlands größter Damenunterwäsche-Abteilung. Ted macht sich Sorgen um den Ruf der Kirche und fürchtet einen Skandal, falls man ihn und Dougal dort erwischen sollte. Auf der Suche nach dem Ausgang treffen sie auf sechs weitere Priester. Dank eines raffinierten Plans schafft es Ted nach drei Stunden, alle Priester unbemerkt hinauszuschaffen.
Ted bekommt anschließend einen Anruf aus Rom: Angesichts dieser Heldentat soll Ted der Golden Cleric Award verliehen werden. An Weihnachten kommt ein alter Freund von Ted zu Besuch – Ted fällt sein Name nicht mehr ein. Um diese peinliche Lage zu umgehen, lässt er Mrs. Doyle den Namen des Priesters erraten – sie schafft es nach einiger Zeit tatsächlich: es ist Todd Unctious. Er will die Verleihungszeremonie des Awards miterleben, doch nach der langen Zeremonie stellt sich heraus, dass er auch noch andere Gründe für seinen Besuch hat.

### Dritte Staffel (1998)
1. Are You Right There, Father Ted?
Teds Imitation eines Chinesen bringt ihm bei den chinesischen Immigranten auf Craggy Island den Ruf eines Rassisten ein. Seine Versuche, das Gegenteil zu beweisen, verschlimmern die Lage zusehends. Zudem wird Ted von einem verstorbenen Freund eine Sammlung von Nazi-Memorabilia vererbt.
2. Chirpy Burpy Cheap Sheep
Bei einer Schönheitskonkurrenz für Schafe wettet Ted auf seinen Favoriten, welcher aber aufgrund von Gerüchten über ein schafefressendes Monster auf der Insel mental sehr belastet ist.
Der Titel ist eine Anspielung auf den Song „Chirpy Chirpy Cheep Cheep“, der durch Middle of the Road bekannt wurde.
3. Speed 3
Der neue Milchmann, Pat Mustard, wird von Ted und Dougal verdächtigt, seine Kundinnen zu schwängern. Sie können durchsetzen, dass er seinen Posten an Dougal abtreten muss. Aus Rache platziert Pat Mustard eine Bombe im Milchwagen, die bei einer Geschwindigkeit von 4 Meilen pro Stunde aktiviert wird.
Titel und Handlung der Folge spielen auf Speed bzw. Speed 2 an.
4. The Mainland
Ted, Dougal, Jack und Mrs. Doyle fahren aufs irische Festland, da Ted einen Wettschein einlösen will, Jack eine neue Brille braucht und Mrs. Doyle mit ihrer Bekannten Mrs. Dineen verabredet ist. Doch bei einer Höhlenbesichtigung verirren sich Ted und Dougal, Jack platzt nach dem Termin beim Optiker in ein Treffen der Anonymen Alkoholiker und Mrs. Doyles Teekränzchen mit Mrs. Dineen endet in Handgreiflichkeiten.
5. Escape From Victory
Ted trainiert, ebenso wie Dick Byrne, eine Mannschaft für das jährliche Fußballturnier der über 75-jährigen Priester. Die beiden wetten um den Sieg. Allerdings kann Ted nicht auf seine zwei besten Spieler zurückgreifen: Father Jack ist nach dem Genuss einer Flasche Schlafmittel nicht aufzuwecken und Father Nick ist kürzlich verstorben. Um seine Chancen zu wahren, kontrolliert er beim Spiel Father Jack in einem ferngesteuerten Rollstuhl. Sein Team gewinnt, doch Dougal lässt den Schwindel versehentlich auffliegen. Dick Byrne konfrontiert Ted als Strafe für die verlorene Wette mit der Aufgabe, Bischof Brennan in den Hintern treten zu müssen.
6. Kicking Bishop Brennan Up The Arse
Damit Ted seine Aufgabe erfüllen kann, lockt Dick Byrne Bischof Brennan nach Craggy Island unter dem Vorwand, ein wundersames Abbild des Bischofs erscheine in einer Fußleiste des dortigen Priesterhauses. Ted ringt sich, im zweiten Anlauf, dazu durch, Brennan in den Hintern zu treten, als sich dieser bückt, um das Abbild zu betrachten. Brennan ist wie paralysiert und realisiert erst während einer Audienz beim Papst, wie ihm geschah. Er reist auf der Stelle zurück nach Craggy Island.
7. Night Of The Nearly Dead
Mrs. Doyle gewinnt bei einem Gedichtwettbewerb einer Fernsehshow einen Besuch des umschwärmten Moderators Eoin McLove. Sie verbreitet die Nachricht auf der ganzen Insel und als der kindische Star, der schon bei der Ankunft die Rückkehr nicht mehr abwarten kann, im Priesterhaus ist, wird dieses von den Frauen von Craggy Island belagert und schließlich überfallen.
8. Going To America
Ted hält Father Kevin davon ab, sich aus dem Fenster zu stürzen und bekommt daraufhin von seinem amerikanischen Kollegen Father Buzz Cagney eine Gemeinde in Los Angeles angeboten. Dougal, Jack und Mrs. Doyle schauen der Emigration in die USA genauso erwartungsvoll entgegen wie Ted, der sich allerdings nie dazu durchringen kann ihnen zu sagen, dass er allein gehen wird. Ted sitzt schon mit Father Cagney im Flugzeug, als er erfährt, dass für ihn in Los Angeles eine Gemeinde in einem von Straßengangs umkämpften Gebiet vorgesehen ist.
Die Folge, die letzte der Serie, endet mit einer Montage aus Clips aller vorangegangenen Folgen.